# Mitja Petkovšek
Mitja Petkovšek, slovenski telovadec, * 6. februar 1977, Ljubljana.
Mitja Petkovšek je eden najuspešnejših slovenskih orodnih telovadcev, največje uspehe je dosegel na bradlji, kjer je postal dvakratni svetovni in štirikratni evropski prvak. Treniral je v športnem društvu Narodni dom, pod vodstvom trenerja dr. Edvarda Kolarja. Nastopil je na olimpijskih igrah v Sydneyju leta 2000 in v Pekingu leta 2008, kjer je po večji napaki zasedel peto mesto. 26-krat zmagal na tekmah za svetovni pokal, 9-krat je osvojil drugo mesto in 6-krat tretje. Leta 2005 sta z Aljažem Peganom na isti dan osvojila prvi naslov svetovnega prvaka v gimnastiki za Slovenijo in prvega za slovenske telovadce po 35 letih. Leta 2008 se je vpisal v zgodovino, kot prvi, ki je v zgodovini FIG (mednarodna gimnastična zveza) osvojil več kot 1000 točk na kateremkoli orodju. Njemu je to uspelo na bradlji. 6. oktobra 2015 je v starosti 38 let napovedal konec kariere zaradi poškodbe hrbta.

## Največji uspehi
- EP 2009: 2. mesto v Milanu
- EP 2008: 1. mesto v Lozani
- SP 2007: 1. mesto v Stuttgartu
- EP 2007: 1. mesto v Amsterdamu
- EP 2006: 1. mesto v Volosu
- SP 2005: 1. mesto v Melbournu
- EP 2005: 3. mesto v Debrecenu
- SP 2002: 2. mesto v Debrecenu
- EP 2002: 2. mesto v Patrasu
- EP 2000: 1. mesto v Bremnu
- EP 1998: 2. mesto v St. Peterburgu